# La Costurera (Théo Van Rysselberghe)
La costurera, del pintor belga Théo Van Rysselberghe (1862-1926), es un cuadro que fue realizado en 1890, y su ubicación actual es la de una colección particular.

## Autor
T. Van Rysselberghe fue uno de los mejores discípulos de Seurat, este recibió una formación clásica en la academia de Gante y en Bruselas. Tras haber abandonado su primera manera de pintar, de un realismo a lo Coubert, en 1887 adoptó la técnica dividida de Seurat. Pintar la luz se convirtió para él en una obsesión: “No me deja dormir y cuando veo una tela que no es luminosa, me empiezo a marear”. Van Rysselberghe creó en Bruselas el Salón de los XX, llamado así porque solo podían participar veinte artistas y también fue quien dio a conocer a Seurat y sus jóvenes discípulos. Pero nunca se ha reconocido suficientemente a este notable pintor, a pesar de que debería ocupar un lugar de primer orden, ya que contribuyó mucho a difundir el impresionismo en Bélgica. 

## Análisis formal
El retrato de esta costurera enfrascada, pintado a óleo sobre tela y de estilo impresionista, que ofrece en esta obra de arte es sobre todo una escena intimista lo hizo T. Van Rysselberghe en el parque de la finca de su familia. En la obra utiliza la técnica puntillista, salido directamente del neoimpresionismo, el puntillismo o divisionismo hizo suyos los estudios del profesor Chevreul sobre la percepción de los colores en función de su entorno (un rojo colocado al lado de un azul no se percibe de la misma manera que si se coloca al lado de un amarillo)
El resultado fue una pintura hecha de pequeños puntos de color puro colocados unos junto a otros y cuya interacción permite leer el cuadro en cuanto uno se aleja de él. También basada en manchas sabiamente yuxtapuestas, lo cual no facilitaba casi nada la expresión del movimiento ni tampoco la de su psicología. Los seres y las cosas quedaban congelados para siempre. Más que un retrato, esta mujer que cose al sol es una silueta ¿está tensa, contenta, cansada? el pintor no lo dice porque se ha preocupado de ocultarle los ojos con el sombrero y dirige toda nuestra atención a los dedos que pasan el hilo por la aguja e incluso ha puesto el dedal en el dedo medio derecho.
Los colores utilizados son el verde con naranja como fondo del paisaje donde solo destaca un árbol a su derecha superior de la figura central:  una mujer con labios rojos y piel de tonalidad clara, aunque no se aprecia lleva el pelo recogido de color castaño oscuro y se ve ligeramente en el lado de la izquierda de su oreja; con un vestido azul y el sombrero con un lazo amarillo y anaranjado, le hace sombra en la mitad del rostro. Está sentada en una silla de mimbre con tonalidades variadas, y se aprecia que está rodeada por una vegetación más densa que la ayuda a sobresalir. Toda la escena se centra en la costurera y su trabajo, que consiste en bordar con una línea la tela que reposa sobre su regazo, en la que se aprecian zonas de luz con colores más claros.

## Aproximación al significado
A mediados del siglo XIX, un grupo de jóvenes pintores reaccionaron contra cierto academismo y propusieron representar el mundo no tal cual es sino tal como lo sentían. Así nació el Impresionismo y se convirtió en la pintura de la luz, la alegría de vivir, el color y la felicidad. Este movimiento fue bautizado entre el 15 de abril y el 15 de mayo de 1874 en una homérica exposición debido a la negativa del Salón oficial de acoger la obra de los impresionistas.
En conclusión, el tema de la costurera es recurrente en las escenas intimistas del pintor que observa a las mujeres durante sus labores diarias y las suele representar en imágenes cotidianas como un domingo en familia, paseando por la playa, tocando un instrumento musical o leyendo un libro.